# 14335 Alexosipov
Alexosipov (asteróide 14335) é um asteróide da cintura principal, a 1,7626942 UA. Possui uma excentricidade de 0,2110095 e um período orbital de 1 219,71 dias (3,34 anos).
Alexosipov tem uma velocidade orbital média de 19,92691783 km/s e uma inclinação de 5,90299º.
Este asteróide foi descoberto em 3 de Setembro de 1981 por Nikolai Chernykh.